# Tramonti di Sotto
Tramonti di Sotto (Tramonç Disot in friulano standard, Vildisot nella variante locale) è un comune italiano di 336 abitanti del Friuli-Venezia Giulia, posto in Val Tramontina (provincia di Pordenone) lungo la Strada statale 552 del Passo Rest.

## Storia
Nel 1976 il comune fu devastato dal terremoto del Friuli, che provocò enormi crolli e danni.

### Simboli
Lo stemma e il gonfalone del comune di Tramonti di Sotto sono stati concessi con decreto del presidente della Repubblica del 16 ottobre 1954.
Il gonfalone in uso è un drappo di bianco anche se il decreto di concessione lo descrive di verde.

## Monumenti e luoghi d'interesse
- Pieve di Santa Maria Maggiore

## Società

### Evoluzione demografica
Abitanti censiti

### Lingue e dialetti
A Tramonti di Sotto, accanto alla lingua italiana, la popolazione utilizza la lingua friulana. Ai sensi della Deliberazione n. 2680 del 3 agosto 2001 della Giunta della Regione autonoma Friuli-Venezia Giulia, il Comune è inserito nell'ambito territoriale di tutela della lingua friulana ai fini della applicazione della legge 482/99, della legge regionale 15/96 e della legge regionale 29/2007.
La lingua friulana che si parla a Tramonti di Sotto rientra fra le varianti appartenenti al friulano occidentale.

## Geografia antropica

### Frazioni

Campone

Nello statuto comunale non è citata alcuna frazione. Nel sito istituzionale sono invece riportate le seguenti frazioni e località (tra parentesi il nome in friulano standard e in friulano locale, qualora le due varianti differiscano): 
- Beloz
- Barnazai
- Brandolin
- Campone centro (Cjampon)
- Chiarchià
- Chiarandin
- Chiasars
- Cleva (Cleve, loc. Cleva)
- Clevata
- Comèsta
- Cotel
- Faidona (Faidone, loc. Faidona)
- Ferrara
- Gai
- Grisa
- I Piani
- Martin
- Matan
- Miâr
- Moschiasinis
- Muinta (Muinte, loc. Muinta)
- Ombrena
- Pagnac
- Pala
- Palcoda
- Pecol di Selva
- Pra di Leva
- Prapitol
- Sacchiaz
- San Vincenzo (San Vincent)
- Sclaf (Sclaf)
- Selva
- Sgualdin

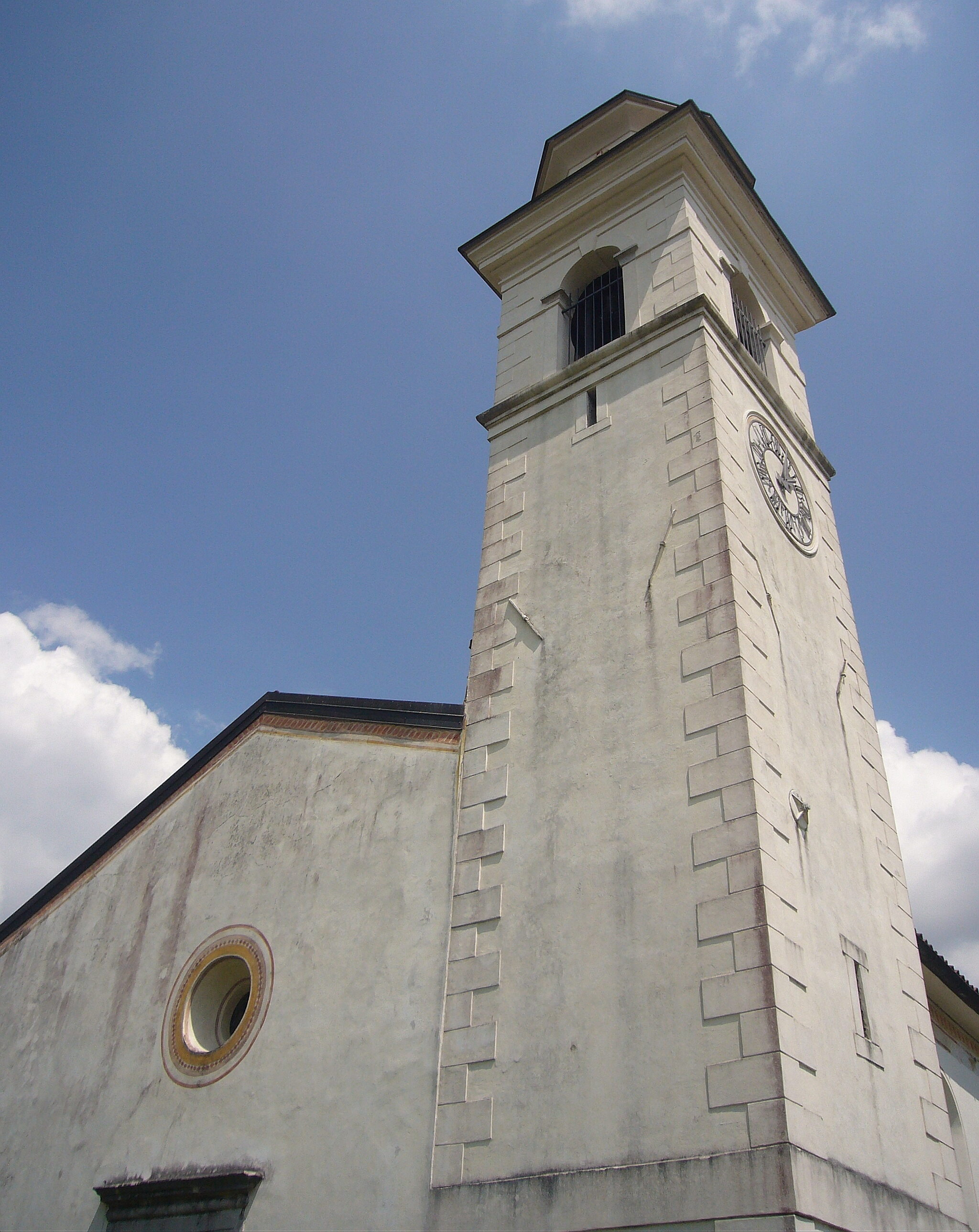
La pieve di Santa Maria Maggiore

- Sghittosa (la Sghitose, loc. la Sghitosa)
- Sialin (Sialin)
- Sottoriva
- Stalla del Cont
- Tamar
- Tamarat (Tamarat)
- Tramonti di Mezzo (Tramonç di Mieç, loc. Vildimieç)
- Tridis (Tridis)
- Valent (Valent)
- Vuâr
- Zanon (Zanon)
- Zulian